# Drowned in Sound
Drowned in Sound (DiS) è una rivista di musica online britannica.

## Storia
Drowned in Sound prendeva originariamente il nome di The Last Resort e risale al 1998, anno in cui Sean Adams decise di lanciare una fanzine che distribuiva articoli via email. Due anni più tardi, The Last Resort venne rinominata Drowned in Sound.
Nel 2003, la Drowned in Sound divenne anche un'etichetta discografica ispirata ad altre label alternative, come la Fierce Panda Records. Durante l'anno seguente, la Drowned in Sound pubblicò il primo singolo del suo catalogo: Oh My God dei Kaiser Chiefs. Ad esso seguiranno dischi di Martha Wainwright, Bat for Lashes, Metric e altri.
Nel 2003 e nel 2010, il sito di DiS venne visualizzato rispettivamente oltre un milione e 500.000 volte al mese risultando essere così essere uno dei siti musicali più seguiti nel Regno Unito. Nel 2006, il podcast Drowned in Sound Radio veniva scaricato da 30.000 ascoltatori ogni settimana.
Nel 2010, in occasione del suo decimo anniversario, la Drowned in Sound selezionò gli artisti che si esibirono sul palco della stessa etichetta discografica in occasione del festival Summer Sundae. Fra coloro che vennero invitati a partecipare al festival dalla DiS vi furono i Futureheads e i Besnard Lakes.